# Райффайзен Капитал
Raiffeisen Capital (Райффайзен Капитал) является дочерней компанией Raiffeisen Bank International часть банковской группы в Австрии и долей рынка около 19,3 % (по состоянию на июль 2019 года) второй по величине австрийского управляющего активами. В дополнение к своему внутреннему рынку, фонд также работает на международном уровне и представлен на европейских рынках (включая Германию, Италию, Центральную Восточную Европу). Компания со штаб-квартирой в Вене управляет активами около 37 миллиардов евро (по состоянию на июль 2019 года), большинство из которых принадлежат институциональным клиентам.

## История
Райффайзен Капитал был основан в ноябре 1985 года с корпоративной целью «создания фондов ценных бумаг и управления ими». В 1987 году была основана дочерняя компания Raiffeisen Vermögensverwaltungsgesellschaft (RVG). В 1987 году инвесторам были доступны фонды ценных бумаг из фондов облигаций и акций, а также фонды, связанные с денежным рынком. Первый фонд ценных бумаг для крупных инвесторов был теперь среди продуктов.
В начале 1990-х годов Raiffeisen Vermögensverwaltungsgesellschaft (RVG), основанная в 1987 году, стала дочерней компанией Raiffeisen KAG. Основная задача этой компании состоит в том, чтобы предлагать частным и институциональным клиентам в Австрии услуги по управлению активами за счет увеличения объема инвестиций. В 1991 году Райффайзен Капитал управлял 47 фондами ценных бумаг. В этом финансовом году был получен доход выше среднего, особенно в институциональной сфере.
В 1996 году основное внимание было уделено основным направлениям деятельности Австрии и Восточной Европы как в области управления облигациями, так и в управлении акциями.
В 1998 году Райффайзен Каптиал основал первый австрийский фонд. 50 % новых продаж в 1998 году было осуществлено через эти фонды ценных бумаг. В июне того же года Raiffeisen International Fund Advisory GmbH (RIFA) была основана как 100 % дочерняя компания Raiffeisen Capital с корпоративной целью «международных продаж фондов ценных бумаг Райффайзен». Первоначально региональные приоритеты продаж были реализованы в Германии, Италии, Франции, Венгрии и Словакии.
С ноября 2002 года Raiffeisen KAG и упомянутые дочерние компании появились под общим общим брендом Raiffeisen Capital Management. То же самое относится к недавно основанной Raiffeisen Immobilien (также 100 % дочерней компании) в 2003 году с корпоративной целью управления инвестиционными фондами недвижимости.
В 2008/2009 году компания реализовала программу реструктуризации в связи с кризисом на финансовом рынке, который привел к организационным изменениям и усилению внимания.
В 2013 году Райффайзен Капитал приобрел 75 % акций Райффайзен Зальцбург Инвест Капитал у Райффайзенвербанд Зальцбург. Осенью 2013 года Райффайзен Капитал стратегически позиционировал себя в качестве управляющего активами с акцентом на устойчивость и начал еще более активно интегрировать устойчивое инвестирование во все инвестиционные процессы.
В том же году Райффайзен Центральбанк АГ приобрел у восьми Райффайзен Ландесбанкен, их 50 % акций Райффайзен Капитал, и таким образом стал 100 % владельцем компании.
За 2014 годом последовала стратегическая переориентация и рационализация структур. Две дочерние компании Raiffeisen Vermögensverwaltungsbank AG и Raiffeisen International Fund Advisory, которая была основана для международных продаж, были интегрированы в Raiffeisen Capital.
После слияния Райффайзен Центральбанк Остеррайх (RZB) и Райффайзен Банк Интернациональ и связанной с этим смены владельца в 2017 году Райффайзен Капитал расширил свои компетенции и задачи в области управления активами и принял стратегическое управление активами.
В сентябре 2018 года Райффайзен Капитал приобрел оставшиеся 25 % акций Райффайзен Зальцбург Инвест КАГ (RSI) и, следовательно, является 100 % владельцем. В начале июня 2019 года FMA одобрило выделение подразделения по управлению фондами(в качестве передающей компании) в Raiffeisen Capital (в качестве приобретающей компании). Это подразумевает всеобщее правопреемство и передачу администрации и объема 20 инвестиционных фондов РайффайзенКапитал.

## Инвестиционные фонды
В целом более 95% от общего объема фонда управляется собственными силами в Вене. Что касается облигаций, то основное внимание уделяется государственным облигациям в евро и глобальным государственным облигациям, а также фондам корпоративных облигаций (включая высокодоходные фонды). Кроме того, управляются фонды облигаций CEE и Global Emerging Markets. Другими областями внимания являются стратегии с несколькими активами и выбор управляющего.Что касается акций, классы управляемых активов включают не только глобальные развивающиеся рынки, но и фондовые рынки Европы.

## Профиль вложений
- Устойчивые инвестиции
- Евро государственные облигации и глобальные государственные облигации
- Корпоративные облигации, инвестиционные оценки и высокодоходные облигации
- Облигации развивающихся рынков
- Многоактивные стратегии
- Акции развивающихся рынков

## Веб-ссылки
- https://www.raiffeisen-capital.ru/